# Нестеров, Иван Наумович
Иван Наумович Нестеров (25 июля 1914 — 9 февраля 1996) — командир миномётной роты 1033-го стрелкового полка 280-й стрелковой дивизии 60-й армии Центрального фронта, капитан.

## Биография
Родился 12 (25) июля 1914 года в станице Каладжинская ныне Лабинского района Краснодарского края. Работал слесарем Лабинского мясокомбината.
В Красной Армии в 1936—1937 годах, 1940 году и с июня 1941 года. Участник советско-финской войны 1939—1940 годов. На фронте в Великую Отечественную войну с мая 1942 года.
Отличился 26 сентября 1943 года при форсировании реки Днепр в районе села Окуниново Козелецкого района Черниговской области Украины. Миномётным огнём советских бойцов под командованием капитана Нестерова было уничтожено большое количество живой силы и боевой техники противника.
Указом Президиума Верховного Совета СССР от 17 октября 1943 года за образцовое выполнение боевых заданий командования и проявленные при этом мужество и героизм капитану Нестерову Ивану Наумовичу присвоено звание Героя Советского Союза с вручением ордена Ленина и медали «Золотая Звезда».
С 1946 года в запасе. Жил в городе Кисловодск Ставропольского края. Умер 9 февраля 1996 года.